# Église Saint-Bonnet de Saint-Bonnet-de-Four
Pour les articles homonymes, voir Église Saint-Bonnet.
L'église Saint-Bonnet est une église située à Saint-Bonnet-de-Four, en France.

## Localisation
L'église est située sur la commune de Saint-Bonnet-de-Four, dans le département français de l'Allier.

## Historique
L'édifice est inscrit au titre des monuments historiques en 1968.